# Pataky László (festő)
Sóspataki Pataky László (Brád, 1857. december 24. – Alvinc, 1912. március 4.) festőművész.

## Életpályája

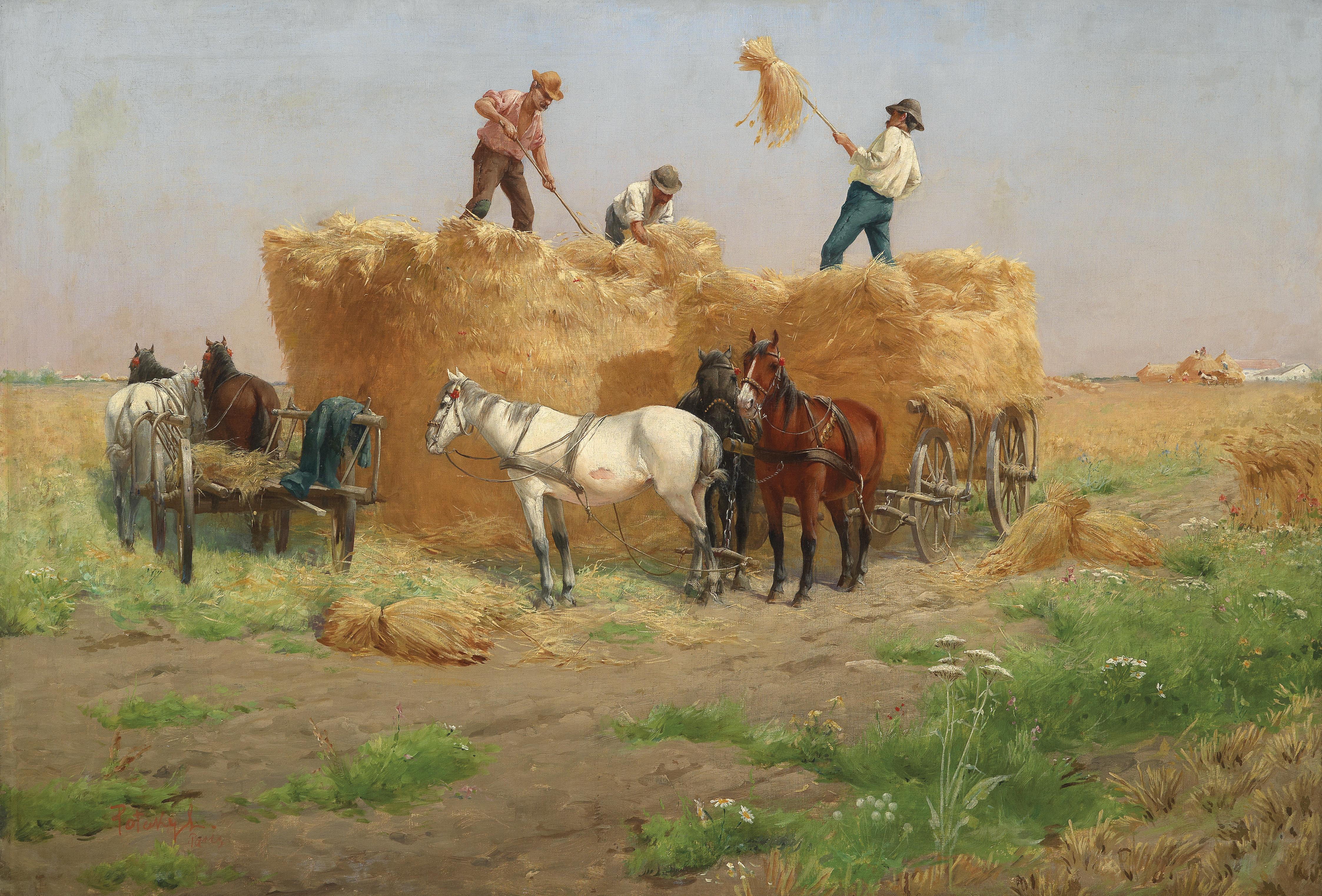
Pataky László: Szénagyűjtés

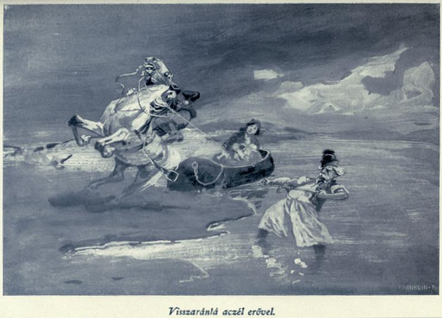
Illusztráció Kuthy Lajos „Hazai rejtelmek” c. regényéhez

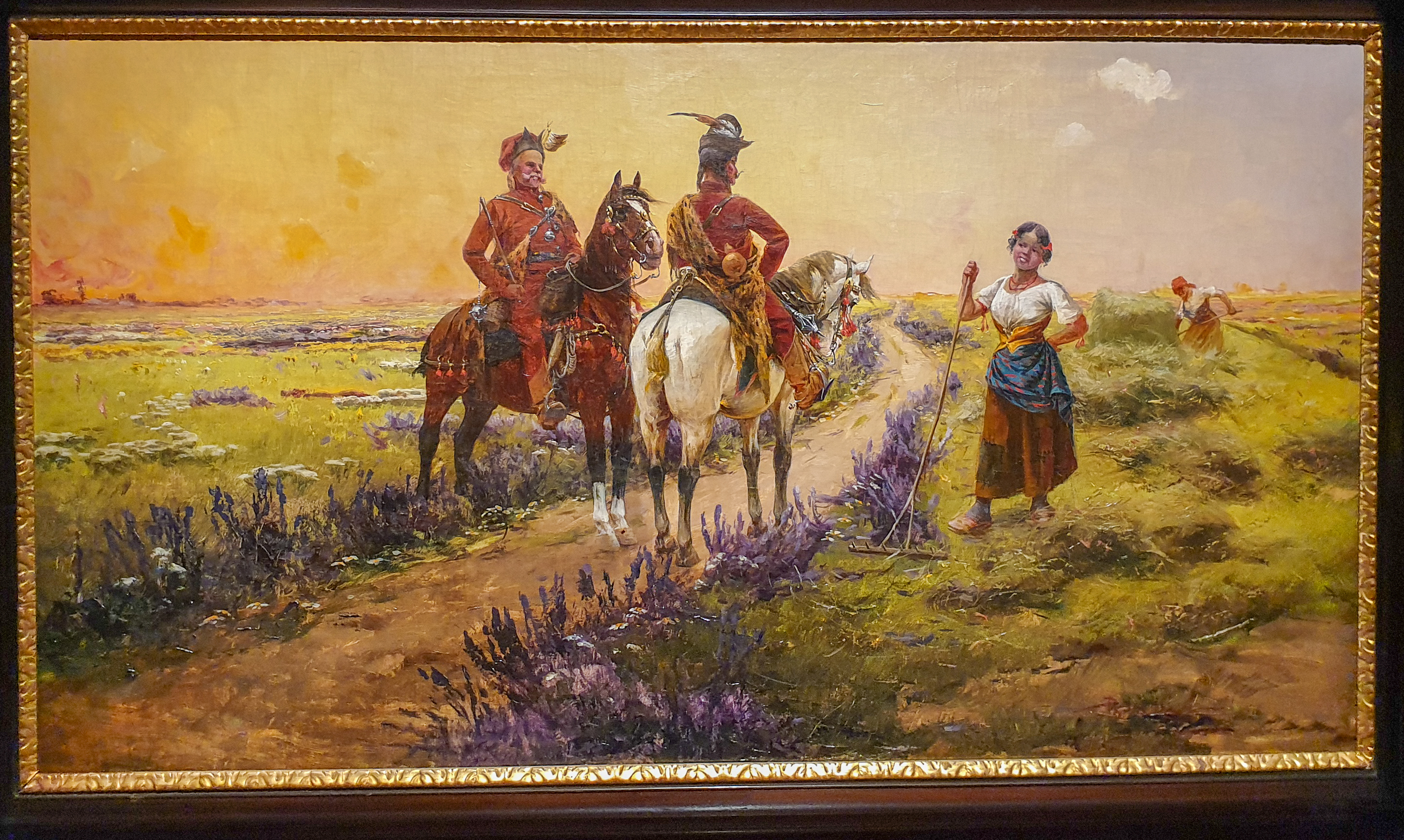
Kacér leány

A budapesti Mintarajziskolában tanult, majd 1880-tól a Müncheni Képzőművészeti Akadémia hallgatója volt. Itt Karl von Piloty volt a mestere. 1882-től Párizsban képezte magát tovább, 1883–1889 között Párizsban, Budapesten és Münchenben élt. 1888-ban Hírmondó című festményével nyerte el a Munkácsy-ösztöndíjat. 1889-ben Párizsba költözött, ahol dolgozott Munkácsy Mihály műtermében is. A mester Honfoglalás című képének elkészítésében is segédkezett. 1893-ban tért vissza Magyarországra, ahol Alvincra költözött. 
Illusztrálta a Vasárnapi Ujságot és az Új Időket gouache-stílusú képekkel. Műveiből 1913-ban a Szent-György Céh, 1918-ban a Műcsarnok hagyatéki kiállítást rendezett. Népszerűek voltak népéletképi és katonai témájú képei, valamint lovasjelenetei. Képeit a Magyar Nemzeti Galéria őrzi.

## Műveiből
- Virrasztás (1886)
- Kihallgatás (1897)
- Visszaemlékezés, mellyel az ezredéves kiállításon képviseltette magát
- Lovasszán
- Szénagyűjtés

Számos regényhez készített illusztrációkat többek között:
- Váradi Antal: Hamis Istenek
- Carmen Sylva: Házasság szerelem nélkül
- Gabriele D’Annunzio: Giovanni Episcopo
- Kada Elek: A darázs mérge
- Kabos Ede: Fehér éjszakák (Online)
- Henry Gréville: Chénerol
- Gárdonyi Géza: A báró lelke
- Tábori Róbert: A templom kulcsa
- Scossa Dezső: Amor Verus
- Malonyay Dezső: A gyáva